# Бранислав Томашевић
Бранислав Томашевић (Горњи Милановац, 22. фебруар 1977) српски је филмски, телевизијски и позоришни глумац, водитељ и певач.

## Биографија
Бранислав Томашевић је рођен 22. фебруара 1977. године у Горњем Милановцу, у којем је завршио гимназију. Глуму је дипломирао 2003, на Факултету драмских уметности у Београду, у класи професора Предрага Бајчетића. Стални је члан Народног позоришта у Београду од 2001. Године 2018, 12. јула, објавио је свој први сингл под називом Ово није крај.

## Филмографија
| Год.       | Назив                              | Улога                           |
| ---------- | ---------------------------------- | ------------------------------- |
| 2000-е     |                                    |                                 |
| 2000.      | Оливер и Оливера                   |                                 |
| 2001.      | Близанци                           |                                 |
| 2002.      | Класа 2002                         |                                 |
| 2002.      | Мала ноћна музика                  | Веља                            |
| 2003.      | Мали свет                          |                                 |
| 2004.      | Диши дубоко                        | Стефан                          |
| 2006.      | Синовци                            | Милан Срећковић                 |
| 2007.      | Позориште у кући                   | Стева                           |
| 2007.      | Маска                              |                                 |
| 2007—2008. | Завера                             | Игор Трифуновић                 |
| 2009.      | Хуман зо                           | Плавчић                         |
| 2009.      | Горки плодови                      | Шоне                            |
| 2009.      | Чекај ме, ја сигурно нећу доћи     | матурант                        |
| 2010-е     |                                    |                                 |
| 2009—2010. | Грех њене мајке (ТВ серија)        | Бранко                          |
| 2010.      | Шесто чуло (ТВ серија)             | Главни отмичар                  |
| 2008—2010. | Село гори, а баба се чешља         | Капетан Јечменица / Официр Удбе |
| 2014.      | Бранио сам Младу Босну             | Мишко Јовановић                 |
| 2014.      | Револт                             |                                 |
| 2015.      | Бранио сам Младу Босну (ТВ серија) | Мишко Јовановић                 |
| 2017−      | Убице мог оца                      | Миша Зворник                    |
| 2018.      | Истине и лажи                      | Захарије                        |
| 2020-е     |                                    |                                 |
| 2022.      | Света Петка — Крст у пустињи       | константинопољски племић        |
| 2023.      | Вера (ТВ серија)                   | Милан Крчевинац                 |
| 2023.      | Закопане тајне                     | Петар Хајдуковић                |
| 2024.      | Мочвара (ТВ серија)                | Тадија                          |

## Фестивали
- 2023. Сабор народне музике Србије, Београд - Ноћас пијем, награда за текст

## ТВ емисије
- 2012. Стотка - ТВ Пинк